# Евтухов, Василий Иванович
Василий Иванович Евтухов (укр. Василь Іванович Євтухов; род. 16 октября 1948, Новолозоватка, Днепропетровская область) — украинский государственный деятель, депутат Верховной рады Украины нескольких созывов.

## Биография
Родился 16 октября 1948 года в селе Новолозоватка Криворожского района Днепропетровской области Украинской ССР.
Окончил механико-технологический факультет Криворожского горнорудного института по специальности «инженер-механик» в 1971 году. В 1983 году защитил диссертацию на звание кандидата технических наук, тема диссертации — «Исследования процесса диффузного хромирования с использованием окиси хрома для повышения надежности и долговечности горных машин».
С 1971 по 1990 год работал инженером-технологом, старшим инженером-технологом, начальником технологического бюро, заместителем главного технолога, заместителем главного инженера, секретарём парткома, главным инженером, директором Криворожского завода горного оборудования «Коммунист».
В 1990 году в ходе первых альтернативных парламентских выборов в Украинской ССР был выдвинут кандидатом в народные депутаты трудовым коллективом Криворожского завода горного оборудования «Коммунист», 18 марта 1990 года во втором туре был избран народным депутатом Верховного совета Украинской ССР XII созыва (в дальнейшем — Верховной рады Украины I созыва) от Центрально-Городского избирательного округа № 94 Днепропетровской области, набрал 66,76% голосов среди 5 кандидатов. В парламенте входил во фракции «Новая Украина», «Промышленники», являлся председателем комиссии по вопросам развития базовых отраслей народного хозяйства. Депутатские полномочия истекли 10 мая 1994 года.
На парламентских выборах в апреле 1994 года выдвигался кандидатом в народные депутаты Верховной рады Украины II созыва, по итогам голосования во втором туре получил 39,52% голосов и занял второе место из 24 претендентов. В ноябре 1994 года был избран народным депутатом Верховной рады Украины II созыва по Новгород-Северскому избирательному округу № 448 Черниговской области, получив 63,11% голосов избирателей среди 7 претендентов и заняв мандат Леонида Кучмы, ранее избранным президентом Украины. Депутатские полномочия истекли 12 мая 1998 года.
На парламентских выборах в 2006 году избран народным депутатом Верховной рады Украины V созыва от Партии регионов, № 141 в партийном списке. Являлся членом фракции Партии регионов, был главой подкомитета по вопросам антимонопольной политики, экономической конкуренции и предпринимательства Комитета по вопросам экономической политики. Депутатские полномочия истекли 23 ноября 2007 года.
15 февраля 2011 года стал народным депутатом Верховной рады Украины VI созыва после того, как ранее Верховная рада прекратила полномочия девяти депутатов, которые совмещали депутатский мандат с работой в органах исполнительной власти. Являлся членом фракции Партии регионов, был членом комитета по вопросам бюджета. Депутатские полномочия истекли 12 декабря 2012 года.

## Награды
- Орден «За заслуги» (Украина) (2003)[1];
- Заслуженный работник промышленности Украины[2].